# Article 87 de la Constitution belge
L'article 87 de la Constitution belge fait partie du titre III Des pouvoirs. Il traite de la possibilité qu'a le Roi d'être le chef d'un autre État que la Belgique.
Il date du 7 février 1831 et était à l'origine — sous l'ancienne numérotation — l'article 62. Il n'a jamais été révisé.

## Texte
« Le Roi ne peut être en même temps chef d'un autre État, sans l'assentiment des deux Chambres. 
 
 Aucune des deux Chambres ne peut délibérer sur cet objet, si deux tiers au moins des membres qui la composent ne sont présents, et la résolution n'est adoptée qu'autant qu'elle réunit au moins les deux tiers des suffrages. »

## Histoire
Une seule loi — celle du 28 avril 1885 — a été prise en vertu de cet article. Elle autorisait le roi Léopold II à devenir le souverain de l'État indépendant du Congo. Cette loi a été abrogée par celle du 18 octobre 1908 par laquelle le Congo devient une colonie de la Belgique.